# Mendip District
Mendip var mellan 1974 och 2023 ett distrikt i Storbritannien. Det låg i grevskapet Somerset och riksdelen England. Distriktet hade 109 279 invånare (2011).
Den 1 april 2023 blev det en del av den nya enhetskommunen Somerset.